# Halemba (gmina)

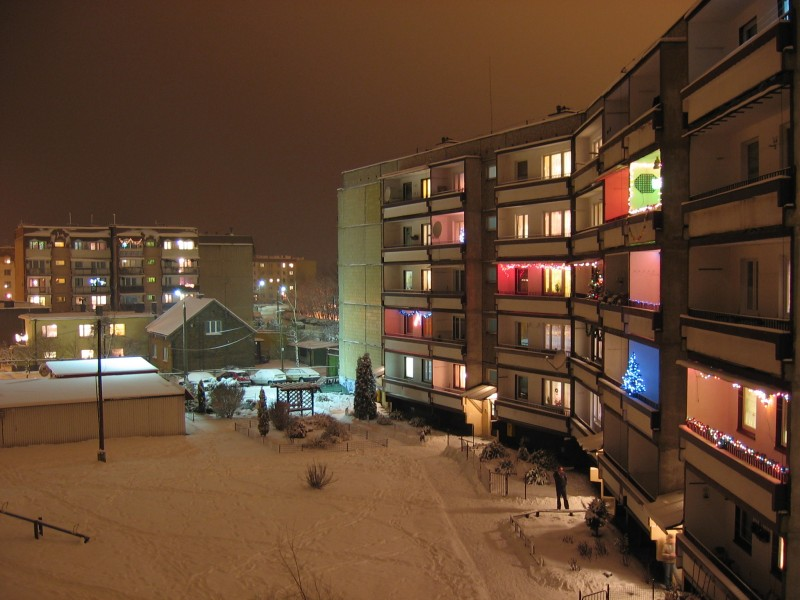
Halemba

Halemba – dawna gmina wiejska istniejąca w latach 1945–1951 w woj. śląskim i katowickim (dzisiejsze woj. śląskie). Siedzibą władz gminy była Halemba (obecnie dzielnica Rudy Śląskiej).
Gmina zbiorowa (o charakterze jednostkowym) Halemba powstała w grudniu 1945 w powiecie katowickim w woj. śląskim (śląsko-dąbrowskim). W skład gminy weszła również dotychczasowa jednostkowa gmina Kłodnica. Było to jednak potwierdzeniem zmiany wykonanej już 1 kwietnia 1943 przez okupanta niemieckiego (włączenie jednostkowej gminy Kłodnica do jednostkowej gminy Halemba).
1 stycznia 1946 gmina składała się z samej siedziby i przez to nie była podzielona na gromady. 6 lipca 1950 zmieniono nazwę woj. śląskiego na katowickie.
W związku z likwidacją powiatu katowickiego 1 kwietnia 1951 gmina Halemba została zniesiona, a jej obszar włączony do Nowego Bytomia (który 31 grudnia 1958 wszedł w skład Rudy Śląskiej).